# Кирсанов, Владислав Владимирович
Владислав Владимирович Кирсанов (11.10.1937 — 15.04.1998) — российский учёный в области атомного материаловедения, доктор физико-математических наук (1980), профессор (1986), заслуженный деятель науки РФ (1997).

## Биография
Родился 11 октября 1937 в Твери.
Окончил энергетический факультет Уральского политехнического института (1960) и физический факультет Уральского государственного университета (1965).
В 1960—1965 гг. инженер, зав. проблемной лабораторией Уральского политехнического института. В 1965—1974 гг. старший научный сотрудник НИИ атомных реакторов (г. Мелекесс).
В 1970 г. защитил кандидатскую диссертацию:
- Влияние теплового движения и точечных дефектов на распространение цепочек атом-атомных соударений в кристалле : диссертация … кандидата физико-математических наук : 01.00.00. — Мелекесс, 1970. — 184 с. : ил.

В 1974—1986 зав. отделом Института ядерной физики АН КазССР (Алма-Ата). В 1980 г. защитил докторскую диссертацию:
- Исследование процессов радиационного повреждения металлов методами машинного моделирования : диссертация … доктора физико-математических наук : 01.04.07. — Алма-Ата, 1979. — 404 с. : ил.

С 1986 г. профессор, заведующий кафедрой высшей математики и лабораторией компьютерного моделирования Калининского политехнического института (Тверского государственного технического университета).
Умер 15 апреля 1998 года после тяжёлой болезни.

## Научные труды
Автор свыше 300 научных работ, в том числе 6 монографий.
- Радиационные повреждения металлов и сплавов / Ш. Ш. Ибрагимов, В. В. Кирсанов, Ю. С. Пятилетов. — М. : Энергоатомиздат, 1985. — 240 с. : ил.; 22 см;
- ЭВМ-эксперимент в атомном материаловедении [Текст] / В. В. Кирсанов. — Москва : Энергоатомиздат, 1990. — 302, [1] с. : ил.; 21 см; ISBN 5-283-03783-5
- Архитектура автоматизированной системы физического эксперимента (АСФЭ) ИЯФ АН КазССР [Текст] / АН КазССР. Ин-т ядерной физики. — Алма-Ата : [б. и.], 1977. — 25 с. : ил.; 20 см.
- Процессы радиационного дефектообразования в металлах / В. В. Кирсанов, А. Л. Суворов, Ю. В. Трушин. — М. : Энергоатомиздат, 1985. — 272 с. : ил.; 22 см;
- Алгоритм расчета динамики радиационного повреждения и свойств точечных дефектов в высокотемпературных сверхпроводниках / В. В. Кирсанов, Н. Н. Мусин; Твер. политехн. ин-т. — Тверь : ТПИ, 1990. — 60 с.; 20 см.
- Основы математического моделирования : Учеб. пособие / В. В. Кирсанов, В. Д. Горячев, Ю. А. Егоров, А. А. Полтавцев; Твер. политехн. ин-т. — Тверь : ТвеПИ, 1990. — 140 с. : ил.; 20 см.

## Семья
Дочери — Кирсанова Мария Владиславна и Кирсанова Анна Владиславна, преподаватель Тверского государственного технического университета.